# 1632 (roman)
1632 este un roman științifico-fantastic de istorie alternativă scris de Eric Flint și publicat prima oară în 2000. Premisa romanului implică un mic oraș american de trei mii de Hillbilly care sunt trimiși înapoi în aprilie 1631, într-un alternativ Sfânt Imperiu Roman în timpul Războiului de Treizeci de Ani.  